# Cryptandra miliaris
Cryptandra miliaris är en brakvedsväxtart som beskrevs av Reiss.. Cryptandra miliaris ingår i släktet Cryptandra och familjen brakvedsväxter. Inga underarter finns listade i Catalogue of Life.